# Bendamustyna
Bendamustyna (łac. bendamustinum) – wielofunkcyjny organiczny związek chemiczny, pochodna benzimidazolu zawierająca m.in. ugrupowanie typu iperytu azotowego. Stosowana jako lek cytostatyczny w leczeniu przewlekłej białaczki limfatycznej, szpiczaka mnogiego oraz chłoniaków nieziarniczych.

## Mechanizm działania
Bendamustyna poprzez alkilowanie uszkadza DNA, hamując podział komórek nowotworowych oraz prowadząc do ich apoptozy.

## Zastosowanie
- przewlekła białaczka limfocytowa (stadium choroby B lub C według klasyfikacji Bineta), jako leczenie pierwszego rzutu u chorych, u których chemioterapia skojarzona z fludarabiną jest niewskazana[5]
- chłoniaki nieziarnicze o powolnym przebiegu, jako monoterapia u pacjentów, u których progresja choroby nastąpiła w trakcie lub przed upływem 6 miesięcy od zakończenia leczenia rytuksymabem lub schematem zawierającym rytuksymab[5]
- szpiczak mnogi (stadium II z progresją lub stadium III według klasyfikacji Durie-Salmon, jako leczenie pierwszego rzutu) w skojarzeniu z prednizonem u pacjentów w wieku powyżej 65 lat, którzy nie spełniają kryteriów do zabiegu autologicznego przeszczepienia komórek macierzystych oraz którzy w momencie rozpoznania mają objawy istotnej klinicznie neuropatii, uniemożliwiającej zastosowanie leczenia zawierającego talidomid lub bortezomib[5]

Bendamustyna znajduje się na wzorcowej liście podstawowych leków Światowej Organizacji Zdrowia (WHO Model Lists of Essential Medicines) (2017).
Bendamustyna jest dopuszczona do obrotu w Polsce (2018).

## Działania niepożądane
Bendamustyna może powodować następujące działania niepożądane u ponad 10% pacjentów: zakażenie, leukopenia, małopłytkowość, nudności, wymioty, zapalenie błony śluzowej, osłabienie, gorączka, zmniejszenie poziomu hemoglobiny, zwiększenie stężenia kreatyniny oraz mocznika w osoczu.